# اچ‌ام‌اس هلند ۱
اچ‌ام‌اس هلند ۱ (به انگلیسی: HMS Holland 1) یک زیردریایی است که طول آن ۶۳ فوت ۱۰ اینچ (۱۹٫۴۶ متر) می‌باشد. این زیردریایی در سال ۱۹۰۱ ساخته شد.